# Claoxylon oliganthum
Claoxylon oliganthum là một loài thực vật có hoa trong họ Đại kích. Loài này được Airy Shaw mô tả khoa học đầu tiên năm 1977.